# Monte Guglielmo
Il monte Guglielmo (ufficialmente anche Gölem, nome originario in lingua lombarda) è una montagna di 1957 metri che si eleva nelle Prealpi Bresciane.

## Il nome
Il nome originario assegnato alla montagna è quello in lingua lombarda, Gölem, erroneamente italianizzato in Guglielmo almeno dal secolo XVII, quindi, senza alcun riferimento al nome proprio di persona. Il toponimo è infatti il corrispondente lombardo dell'italiano "colma" (dal latino culmen, culmine), ossia una montagna di media altezza con vetta priva di vegetazione e dai versanti poco impervi.
Caso raro in una regione come la Lombardia in cui attualmente non è ammessa una seconda lingua ufficiale oltre all'italiano, la denominazione originale compare a fianco del toponimo italianizzato anche nella cartografia ufficiale dell'Istituto Geografico Militare e sulle carte del Touring Club Italiano.

## Storia

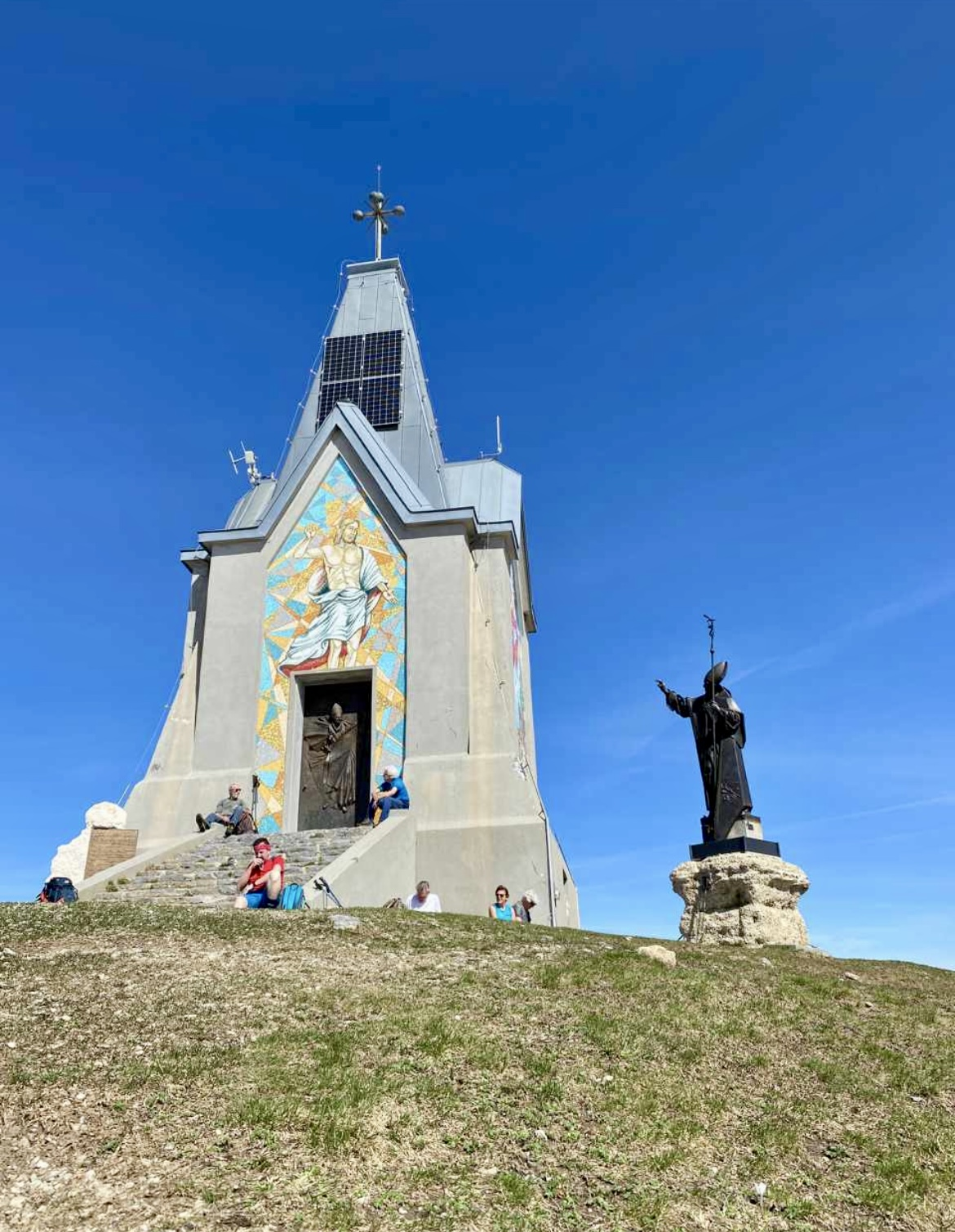
Monumento al Redentore

Il 24 agosto 1902 è consacrato il monumento al Redentore sul Monte Guglielmo. Il monte è caro anche alla Resistenza durante l'occupazione nazista, visto che nei pressi della località Croce di Marone, il 9 novembre 1943, è avvenuto il primissimo scontro in terra bresciana tra i partigiani e le forze armate nazi-fasciste.

## Descrizione

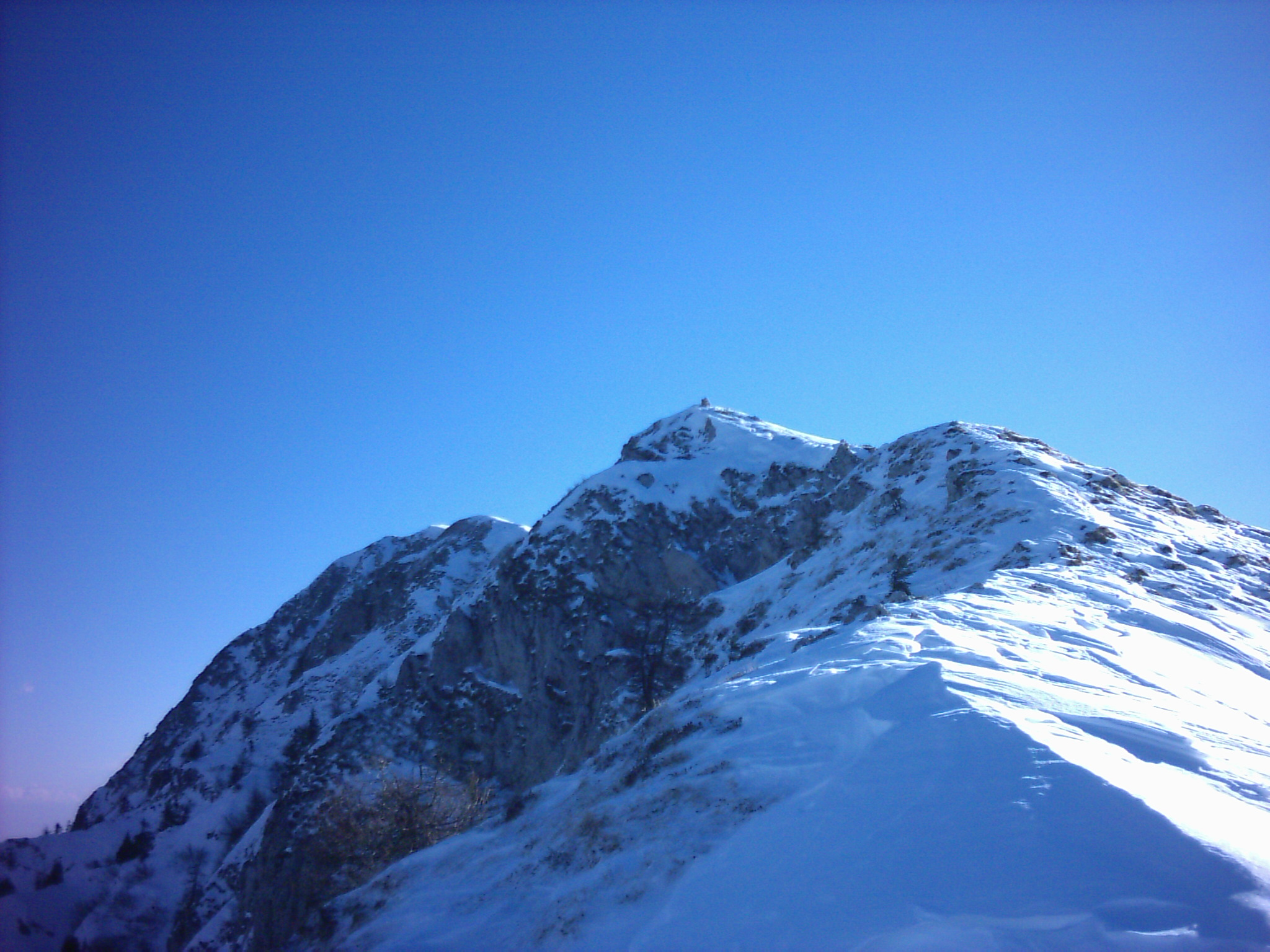
Il Dosso Pedalta, massima vetta del Guglielmo, in veste invernale

Il Gölem si trova a cavallo della dorsale che divide il solco della media Val Trompia dal bacino del Lago d'Iseo. La montagna culmina nel Dosso Pedalta (m 1957), massima elevazione della corona di montagne attorno al Sebino, ma la vetta del Gölem propriamente detto si trova poco più a sud, e prende il nome di Cima di Castel Bertino (1948 m), sulla quale all'inizio del XX secolo è stato eretto un imponente monumento al Redentore. Tra le vette minori che compongono la lunga e discontinua dorsale del Guglielmo si ricordano la Corna Tiragna (m 1857) a sud-est, la Punta Caravina (1847 m) a nord-ovest, il Monte Stalletti (1717 m) ad est.
Sia il Dosso Pedalta che Castel Bertino si trovano all'interno del comune di Zone sebbene i confini dei comuni di Tavernole e di Gardone Val Trompia passino a poche decine di metri a est. La montagna ha aspetto imponente e severo: facilmente identificabile, in assenza di nebbie e foschie, da ogni angolo della Pianura padana centrale, troneggia sui rilievi circostanti le cui vette raggiungono altezze di gran lunga inferiori. Il versante meridionale si presenta spoglio e arido, mentre le pendici occidentali sono ammantate da foreste di abeti sino al limite della vegetazione arborea, collocato intorno ai 1650 metri.
Notevole il panorama che si può ammirare dalle cime: nelle giornate limpide, specialmente d'inverno, si può avere una vista d'insieme dell'intero arco delle Prealpi Lombarde, fino ai grandi massicci alpini come l'Adamello e le Dolomiti di Brenta; una veduta dall'alto di tutta la pianura lombarda, sino agli Appennini che la chiudono a sud.

## Ambiente
Il Monte Guglielmo ha un tipico clima montano e alpino, ma il versante occidentale è mitigato dalla presenza del lago di Iseo. Nella stessa area è anche possibile osservare aree boschive naturali non gestite, falesie calcaree e frammenti di prateria alpina. La vegetazione è dominata da boschi (le specie arboree più rappresentative sono Quercus pubescens, Acer pseudoplatanus, Ulmus glabra, Sorbus aria, Laburnum anagyroides, Fraxinus excelsior, Alnus incana, Fagus sylvatica, Laburnum alpinum, Picea abies, Larix decidua), mentre le aree non forestate comprendono pascoli d’alta quota e prateria alpina (le specie erbacee più rappresentative sono Sesleria varia, Carex sempervirens, Bromus erectus, Festuca gr. rubra, Polygonum bistorta, Nardus striata). A causa della sua geologia (dominata da rocce calcaree e fenomeni carsici), alle quote maggiori le acque superficiali sono praticamente assenti. In alta quota le fonti d’acqua più significative sono rappresentate dalle pozze d’alpeggio e abbeveratoi di antica origine antropica utilizzati per abbeverare il bestiame.
La montagna bresciana è un’antica area di alpeggio per il bestiame (transumanza alpina) e ospita numerose malghe attive. La sopravvivenza della transumanza garantisce la conservazione di ecosistemi instabili (pascoli alpini) e di habitat acquatici di origine antropica (pozze e abbeveratoi d’alpeggio) che sono importanti siti di riproduzione per gli anfibi della zona. L’area sommitale del Monte Guglielmo è perciò un esempio ben conservato di paesaggio agricolo montano. La zona non presenta vincoli di conservazione. Nel 2016 la Societas Herpetologica Italica ha riconosciuto il Monte Guglielmo come Area di Rilevanza Erpetologica Regionale (ARER) a causa della presenza di specie protette dalla Direttiva Habitat (tritone crestato italiano Triturus carnifex e ululone dal ventre giallo Bombina variegata). Il Monte Guglielmo ospita anche numerose specie di uccelli nidificanti e è un'importante area di passo per molti passeriformi migratori.

## Alpinismo

### Itinerari escursionistici
Numerose escursioni consentono di raggiungere la vetta (ed il sottostante Rifugio Almici, 1861 m) partendo dai paesi di fondovalle e in riva al lago.
Certamente la via d'accesso più comoda è la strada carrareccia che da Cislano (frazione di Zone, 617 m) conduce al Passo della Croce di Marone (1166 m) dove esiste un rifugio. Da qui una stradina sterrata (chiusa agli autoveicoli), passando per le malghe Malpensata (1348 m), Guglielmo di sotto (1575 m), Guglielmo di sopra (1744 m), sale al Rifugio Almici (comune di Zone) da dove è possibile portarsi in pochi minuti in vetta.

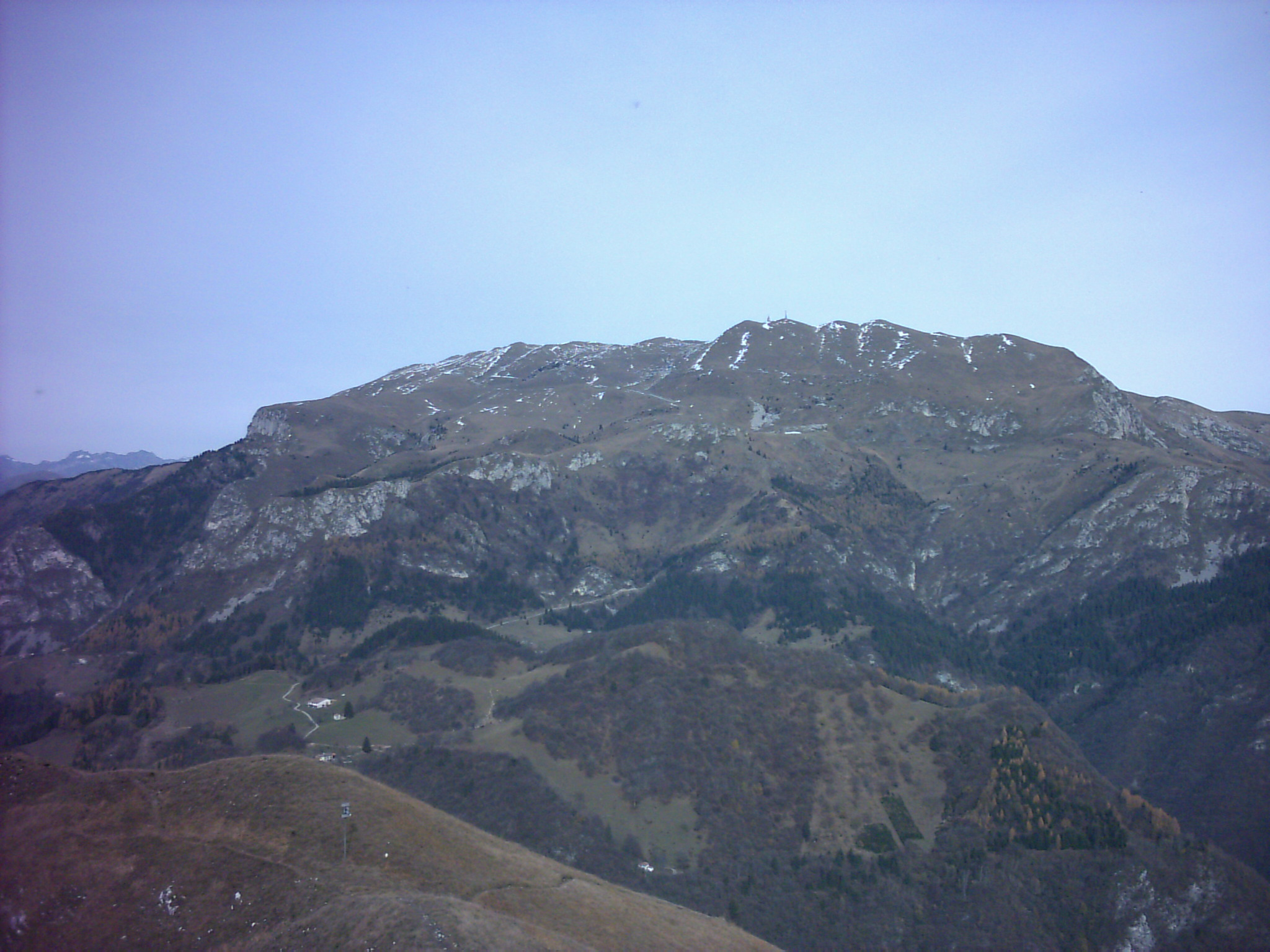
Il versante sud del Guglielmo visto dalla Punta Almana (1391 m)

Per coloro che salgono dal versante triumplino, la via più breve parte da Pezzoro (frazione di Tavernole sul Mella, 911 m), raggiunge il rifugio CAI Valtrompia (m 1259) in Pontogna-località di Tavernole, dopodiché sale su di un sentiero decisamente ripido sul versante est della montagna (non per niente chiamato ratù) sino agli Stalletti Alti (m 1690) per poi avvicinarsi alla cima di Castel Bertino in modo più agevole.
Altri itinerari, più o meno impegnativi, partono da: Zone (sentiero per la Val Vandul, Malga Casentiga, Rifugio Almici); Pisogne (sentiero da Passabocche per Medelet, Punta Caravina, Rifugio Almici); Caregno-località di Marcheno (sentiero panoramico per Monte Bifo, Stalletti Bassi, Stalletti Alti; sentiero da Lividino e poi passo dei Sabbioni; sentiero da Corni Rossi e quindi malga Stalletti; sentiero dalla valle della Nistola-appena passato Caregno-e poi passo dei Sabbioni); Inzino-frazione di Gardone Val Trompia (itinerario di fondovalle lungo la Val Lana fino a Colonno, da qui sentiero per Malga Costarica e Corna Tiragna). Da tenere presente che si potrebbe, volendo fare un giro più lungo, andare da Caregno in Pontogna e da qui salire via Ratù.
Un richiamo particolare va fatto per il sentiero 3V che compie l'intero periplo della Val Trompia rimanendo sempre in quota. Il 3V tocca il Colle di San Zeno località di Pezzaze, il Dosso Pedalta e il rifugio Almici scendendo poi in direzione della Croce di Marone. Anche il giro Guglielmo-Punta Almana (o viceversa) è da menzionare, particolarmente impegnativo per il lungo tratto che esiste tra le due cime.

### Scialpinismo
Il Monte Guglielmo è frequentato in inverno e in primavera da un notevole numero di scialpinisti che trovano nei pendii innevati della montagna un buon campo di allenamento, soprattutto grazie al fatto che la sommità del Guglielmo è normalmente coperta di neve da dicembre ad aprile.

## Manifestazioni

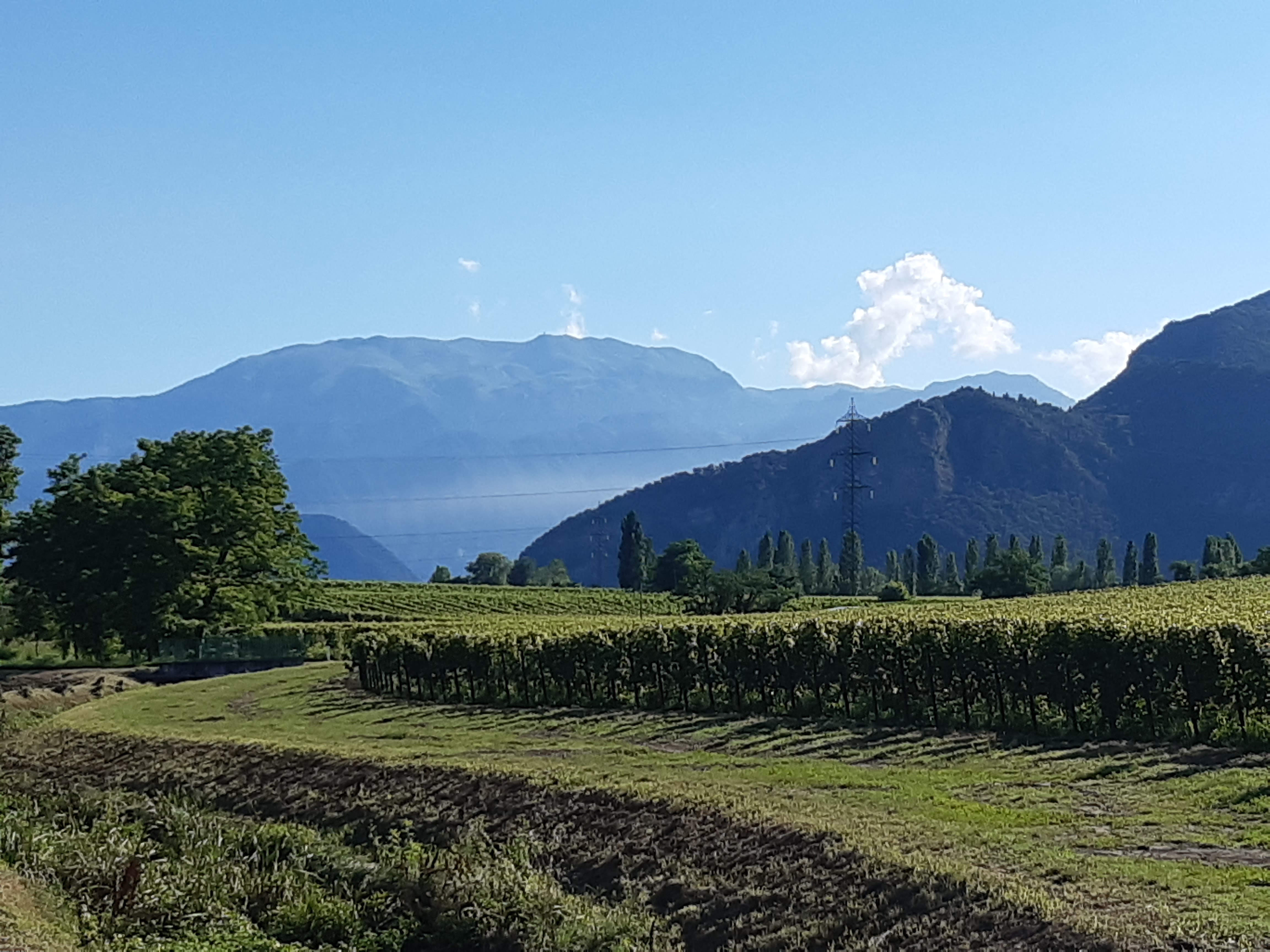
Vista dai vigneti di Borgonato

Il Monte Guglielmo è sede di un'importante corsa podistica nazionale, la Proài-Gölem, che da Provaglio d'Iseo giunge in vetta alla montagna dopo circa 30 chilometri di percorso (l'esatta lunghezza e la precisa collocazione del traguardo possono variare a seconda dell'edizione). La gara ha luogo nel mese di giugno.
Di notevole rilevanza ha assunto nel tempo anche la corsa in montagna denominata " Gir de le malghe " che partendo dai piani di Caregno 1012 m, ha come massima altezza il monte Guglielmo, per poi ritornare a Caregno toccando appunto tutte le malghe dell'ampio territorio. Altra importante manifestazione è la Rampegada, che dal 1994 ha sostituito il "Discesù": gara di fondo istituita nel 1953. La Rampegada, organizzata dallo Sci Club Pezzoro parte da Pezzoro, o in scarsità di neve dal Rifugio CAI Valtrompia, nelle prime edizioni consistenza in una crono scalata, mentre nelle edizioni più recenti, la competizione si svolge seguendo le prescrizione indicate dalla FISI. Le modalità di competizione di scialpinismo che si svolgono sul Monte Guglielmo sono quelle indicate dalla ISFM per i giochi olimpici di Losanna 2020: individuale, staffetta e sprint.